# Altengottern
Altengottern es una localidad situada en el municipio rural de Unstrut-Hainich, en el distrito de Unstrut-Hainich, Turingia (Alemania).
Está ubicada al norte de la ciudad de Eisenach y al noroeste de Erfurt.